# Nou xéquel
El nou xéquel (hebreu: שקל חדש‎, xéqel hadaix; àrab: شيكل جديد, xīkil jadīd) és la moneda d'Israel i, juntament amb el dinar jordà, també ho és de l'Autoritat Nacional Palestina. El codi ISO 4217 és ILS i com a abreviació es fa servir el símbol ₪ –una combinació de les inicials hebrees dels mots xéqel (ש) i hadaix (ח)– o bé s'abreuja שח (pronunciat xah). Es divideix en 100 agorot (אגורות; en singular agorà, אגורה; en àrab اغورة, agura).

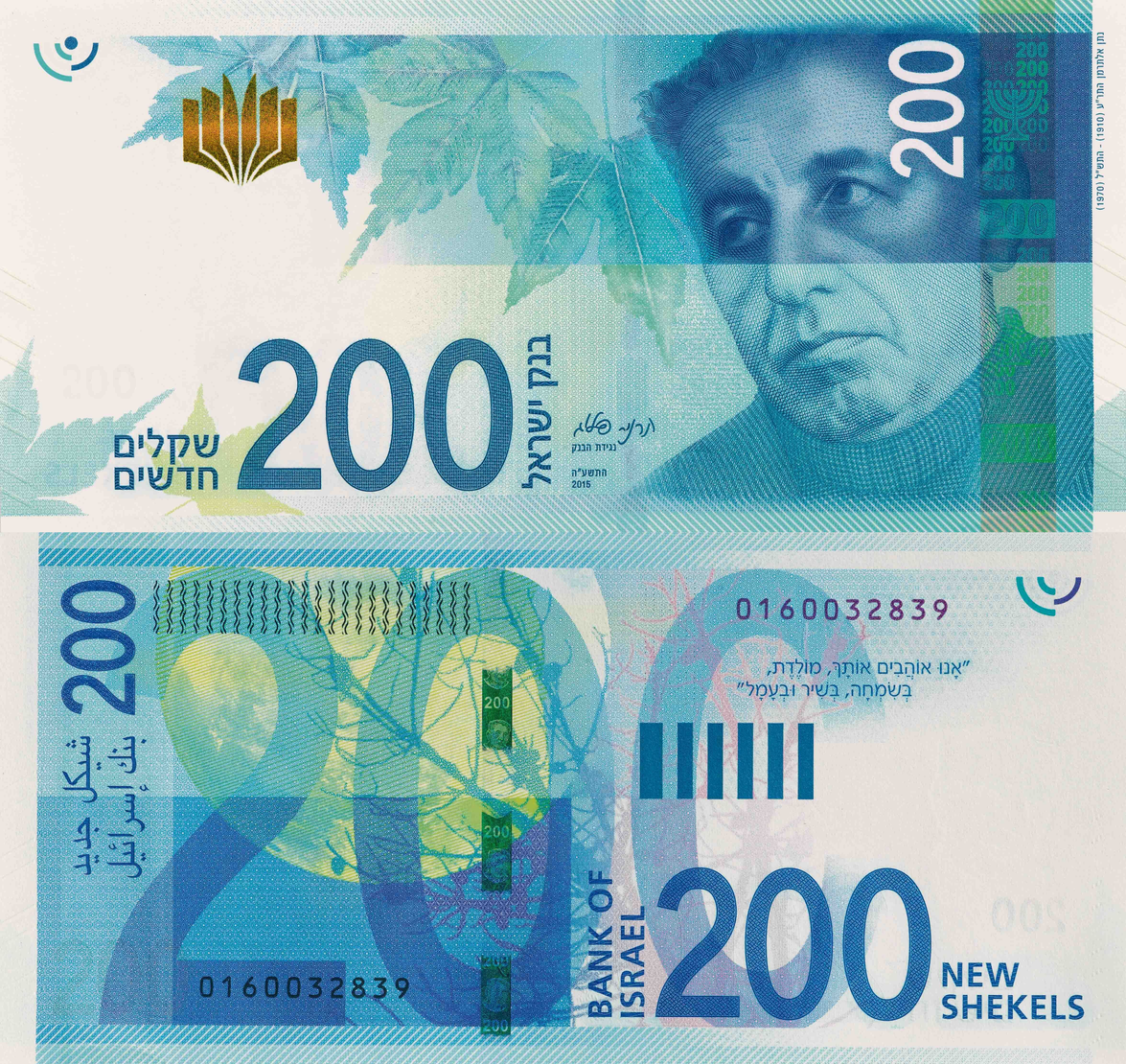
200 nous xéquels del 2015 (anvers i revers)

Es va adoptar el 1985 en substitució del xéquel a raó de 1.000 antics xéquels per cadascun de nou.
Emès pel Banc d'Israel (en hebreu בנק ישראל, Banq Yisrael; en àrab بنك اسرائيل, Bank Isrāʾīl), en circulen monedes de 10 agorot i de ½, 1, 2, 5 i 10 nous xéquels, i bitllets de 20, 50, 100 i 200 nous xéquels.

## Taxes de canvi
- 1 EUR = 4,81153 ILS (27 de novembre del 2013)
- 1 USD = 3,53959 ILS (27 de novembre del 2013)